# Низами, Мотиур Рахман
Мотиур Рахман Низами (бенг. মতিউর রহমান নিজামী; 31 марта 1943 — 11 мая 2016) — бангладешский политик, один из лидеров Джамаат-и ислами Бангладеш. 29 октября 2014 года был признан виновным в военных преступлениях, совершённых в ходе войны за независимость Бангладеш, и приговорён к смертной казни.
11 мая 2016 года был повешен в центральной тюрьме Дакки.